# Atjur'evo
Atjur'evo (in russo Атюрьево?; in lingua mokša: Атерь) è un villaggio della Repubblica di Mordovia, Russia. È il centro amministrativo del distretto Atjur'evskij. È situato 138 km a ovest della capitale Saransk.